# ラモン・ノマー
ラモン・ノマー（Ramón Nomar, 1974年1月9日 - ）は、ベネズエラのポルノ俳優。カラカス出身。
2019年XRCO殿堂・AVN殿堂顕彰。

## 受賞
- XBIZ賞 - 年間最優秀男性パフォーマー賞（2021年）[2]。